# Greifvögel

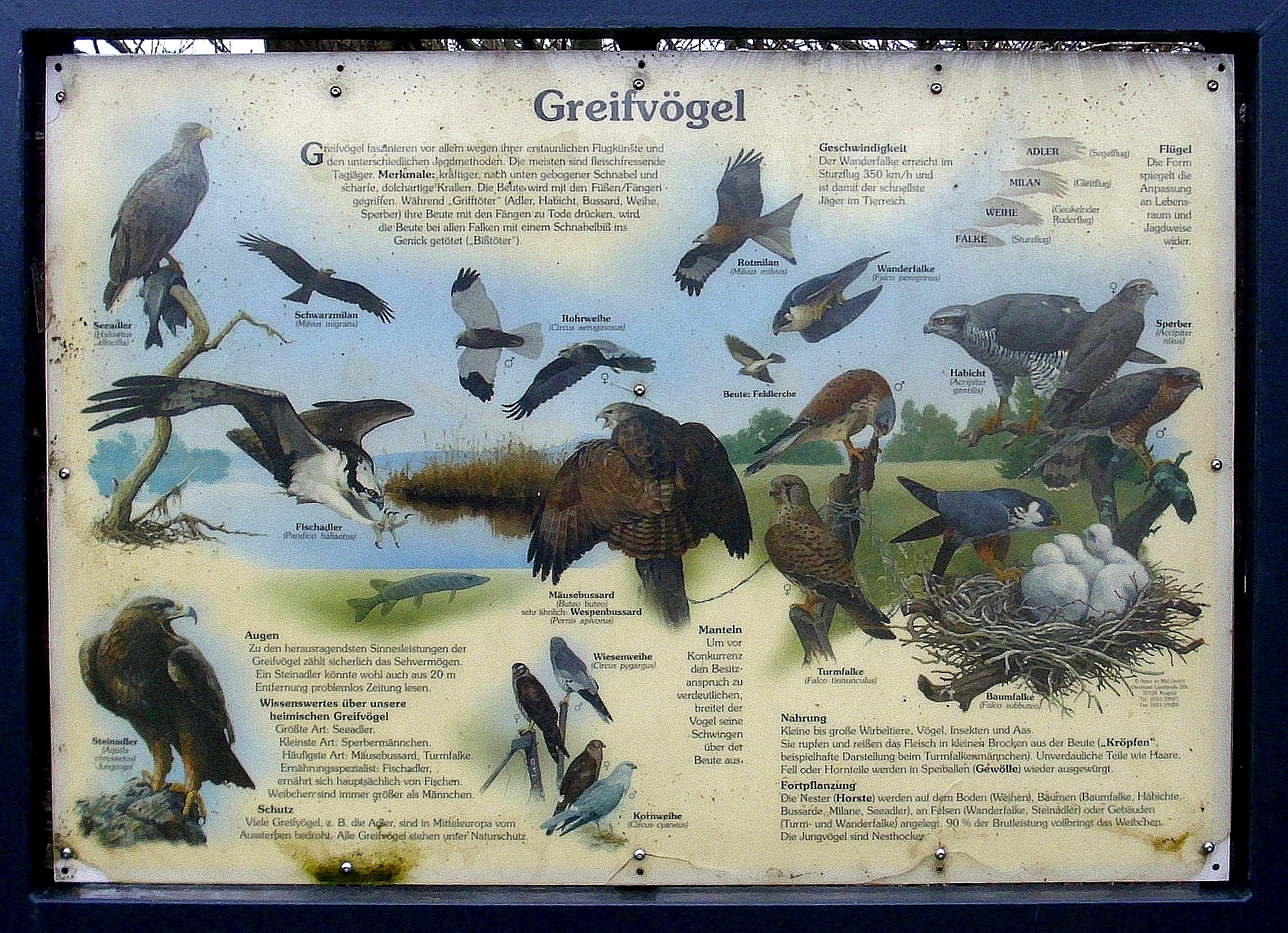
Schautafel zu verschiedenen in Deutschland heimischen Greifvögeln, noch unter Einbeziehung der Falken

Die Greifvögel (Accipitriformes) sind eine Ordnung größtenteils fleischfressender Vögel. Sie umfasst die Habichtartigen (Accipitridae) sowie den Fischadler, den Sekretär und die Neuweltgeier (Cathartidae).
Unabhängig vom zoologischen Begriffsverständnis ist im Deutschen „Greifvogel“ ein Synonym von „Raubvogel“.

## Geschichte und Umfang des Taxons
Ursprünglich wurden die später als Greifvögel bezeichneten Tiere mit den Eulen in der Ordnung Raubvögel zusammengefasst, jedoch erkannte man im späten 19. Jahrhundert, dass die Eulen nicht näher mit den anderen verwandt sind.
Weiterhin den Greifvögeln zugerechnet wurden die Falkenartigen, die der Ordnung auch ihren wissenschaftlichen Namen Falconiformes gaben. Durch molekulargenetische Untersuchungen im 21. Jahrhundert wurde jedoch geklärt, dass die Falken mit den übrigen Familien der traditionellen Greifvögel nicht näher verwandt sind, sondern den Papageien und Sperlingsvögeln am nächsten stehen. Die starken äußeren Ähnlichkeiten der Greifvögel und der Falkenartigen sind demnach durch konvergente Evolution entstanden. Nach der Trennung von den Falkenartigen erhielt die verkleinerte Ordnung der Greifvögel den wissenschaftlichen Namen Accipitriformes.
Seit jeher umstritten war die Stellung der Neuweltgeier, die zeitweise auch bei den Störchen eingereiht wurden. Nach aktueller Auffassung gehören sie jedoch tatsächlich zu den Greifvögeln und bilden das Schwestertaxon aller übrigen ebensolchen, also der Familien Accipitridae (Habichtartige), Pandionidae (Fischadler) und Sagittariidae (Sekretär).
Eine auf molekulargenetischen Daten basierende Hypothese der Verwandtschaftsbeziehungen der Vögel zeigt folgende Verhältnisse innerhalb der Greifvögel:
|  | Sekretäre (Sagittariidae)                                                                 |
|  |                                                                                           |
|  | \| \| Fischadler (Pandionidae) \| \| \| \| \| \| Habichtartige (Accipitridae) \| \| \| \| |
|  |                                                                                           |
|  | Fischadler (Pandionidae)                                                                  |
|  |                                                                                           |
|  | Habichtartige (Accipitridae)                                                              |
|  |                                                                                           |

|  | Fischadler (Pandionidae)     |
|  |                              |
|  | Habichtartige (Accipitridae) |
|  |                              |

|  | Sekretäre (Sagittariidae)                                                                 |
|  |                                                                                           |
|  | \| \| Fischadler (Pandionidae) \| \| \| \| \| \| Habichtartige (Accipitridae) \| \| \| \| |
|  |                                                                                           |
|  | Fischadler (Pandionidae)                                                                  |
|  |                                                                                           |
|  | Habichtartige (Accipitridae)                                                              |
|  |                                                                                           |

|  | Fischadler (Pandionidae)     |
|  |                              |
|  | Habichtartige (Accipitridae) |
|  |                              |

Die unmittelbare Verwandtschaft (Schwestergruppe) der Greifvögel besteht nach diesen Hypothesen aus einer diversen Gruppierung von Landvögeln, der unter anderem die Eulenvögel (Strigiformes), Hornvogelartigen (Bucerotiformes), Spechtartigen und Rackenvögel (Coraciiformes) angehören und mit der zusammen sie eine Klade bilden, die Afroaves genannt wird.
Naturgemäß ist die Beziehung rezenter Greifvögel zu fossilen Gruppierungen durch molekulargenetische Daten nicht ermittelbar. Aufgrund morphologischer Merkmale werden die großwüchsigen Teratornithidae (oberes Oligozän bis Pleistozän) aus Nord- und Südamerika oft als Schwestergruppe der Neuweltgeier und damit als ausgestorbene Vertreter der Greifvogel-Kronengruppe betrachtet.